# Zeus dans la littérature et la philosophie
Pour un article plus général, voir Zeus.
Zeus a suscité de nombreuses interprétations dans la littérature et la philosophie de la Grèce antique.
Chez les poètes et philosophes, la figure incontournable de la religion qu'est Zeus devient aussi une figure littéraire et philosophique. Chez les poètes à partir d'Homère, c'est un personnage de fiction. D'une manière générale Zeus est traité comme une figure distante, comme en témoigne le fait qu'il n'a pas d'épiphanie sous forme humaine dans les mythes, et n'apparaît sur scène dans aucune des tragédies connues. Il n'y a pas une vision unique de Zeus, mais différentes approches du dieu, suivant une vision propre à chacun de ces auteurs qui sont autant de « créateurs » apportant leur propre touche à cette figure. Ils proposent des reconfigurations à partir d'un socle commun formé par des éléments qui dérivent du Zeus des cultes, et des œuvres fondatrices, d'Homère et d'Hésiode. 
Zeus est dans tous les cas un dieu céleste, souverain, autoritaire, plus puissant que les autres, une figure prééminente qui en sait plus que les autres, administre la justice. Mais les questions de savoir à quel point il est capable d'influencer sur le sort des humains et la manière dont cela s'accomplit suscitent des approches différentes depuis l'époque archaïque, beaucoup constatant que les voies de Zeus sont impénétrables, mais parmi eux plusieurs choisissent tout de même de faire confiance en son sens de la justice. Cela s'inscrit plus largement dans un contexte de réflexions quant à savoir dans quelle mesure les humains maîtrisent leurs destinées et peuvent comprendre les volontés divines, notamment la contradiction entre leur supposée bonté et la manière dont ils tolèrent le mal (théodicée), qui a des parallèles dans d'autres civilisations de la même époque,. Les philosophes s'appuient sur ces réflexions pour développer d'autres approches, jusqu'à identifier dans certains cas Zeus à une puissance divine transcendante, même s'il est en général relégué à un second rang, soumis à un principe supérieur créateur de tout.

## Épopées homériques
Les principaux traits de Zeus en tant que personnage de fiction sont posés dans les deux épopées homériques, l’Iliade et l’Odyssée, dont la date de composition est située dans la seconde moitié du VIIIe siècle av. J.-C.
L’Iliade fait intervenir Zeus à plusieurs reprises, parmi lesquelles plusieurs scènes ont eu une grande postérité littéraire. Zeus y occupe la place de dieu souverain, plus puissant que les autres. Ce récit fait diverses allusions aux épisodes marquants de sa prise de pouvoir, qui sont par la suite mis en forme dans un récit unique par Hésiode : sa naissance (XIII, 354-355), le combat contre Cronos et les Titans (XIV, 203-204), la captivité de Cronos (VIII, 478-481, XV, 224-225) et le partage du monde entre Zeus et ses frères (XV, 187-193). Il évoque aussi ses nombreuses unions (XIV, 317-327). La trame de l'intrigue est censée suivre la « décision de Zeus » (Dios boulè,  I, 5), mais celle-ci n'est pas explicitée et a suscité diverses réponses dans l'Antiquité. Quoi qu'il en soit elle a pour thème principal la colère d'Achille, et au début du récit la mère de celui-ci, Thétis, fait difficilement promettre à Zeus de ne pas accorder la victoire à son camp, les Achéens, tant qu'il sera fâché avec son roi Agamemnon (I, 498-530). Cela met le dieu en porte-à-faux avec Héra et Athéna, protectrices des Achéens. C'est à ce moment qu'intervient un long passage du chant XIV (153-360) marquant du récit, la « tromperie de Zeus » (Dios apate) par son épouse, qui le séduit et couche avec lui à l'aide de la ceinture d'Aphrodite, qui dispose d'un grand pouvoir séducteur, et l'endort avec l'aide du dieu du sommeil Hypnos, pendant que Poséidon va aider les Achéens sur le champ de bataille. Cette description de la sexualité des dieux n'a pas manqué de susciter des critiques dans l'Antiquité. À son réveil, Zeus revient à ses esprits et se met en colère contre son épouse. Il lui remémore alors (XV, 18-24) le moment où il l'a suspendue dans le vide depuis le ciel avec une chaîne d'or (manifestement parce qu'elle avait essayé de provoquer la mort d'Héraclès), épisode du « châtiment d'Héra » qui inspire dans les siècles suivants diverses interprétations allégoriques. Dans la suite de la guerre, au chant XVI, Zeus doit accepter la mort de son fils Sarpédon (XVI, 440-461), tué par Patrocle, ce qui montre que le Zeus de l’Iliade n'est pas tout-puissant et doit composer avec le « destin ». Ce lien ambigu avec le sort des humains revient lors du point d'orgue du récit, le combat entre Achille et Hector. Le dieu utilise une balance d'or qui bascule jusqu'à pointer vers la mort d'Hector, pourtant un des favoris du roi des dieux (XXII, 208-213). Il intervient ensuite à la demande d'Apollon pour convaincre Achille de rendre le corps d'Hector à son père Priam, entraînant une conversation entre les deux, au cours de laquelle revient le thème de la justice de Zeus et de son rapport au destin, symbolisé par deux grandes jarres, une délivrant le mal, l'autre le bien (XXIV, 527-534),.
C'est le fil qu'ont filé les dieux pour les pauvres mortels :

vivre dans le tourment. Eux, ils sont sans angoisse.

Car deux jarres sont posées sur le sol de Zeus.

Ses dons mauvais sont dans l'une, l'autre est pour ses bienfaits.

À qui Zeus, qui prend plaisir à la foudre, fait le don d'un mélange,

cet homme rencontre tantôt un mal, tantôt un bien.

À qui il donne des dons lugubres, il en fait un réprouvé

qu'un taon malsain, dévoreur de bœuf, entraîne sur la terre divine,

et il vagabonde, sans estime ni des dieux, ni des mortels.
— Homère (trad. P. Judet de La Combe), Iliade, XXIV, 525-533.
Dans l’Odyssée, Zeus est moins présent. Le récit s'ouvre néanmoins sur une réflexion revenant sur la question du rôle des dieux dans le sort des humains :

« Ah ! misère ! Écoutez les mortels mettre en cause les dieux ! C'est de nous, disent-ils, que leur viennent leurs maux, quand eux, en vérité, par leur propre sottise, aggravent les malheurs assignés par le sort. »

— Odyssée, I, 57 (trad. P. Mazon).
Dans l'intrigue, Zeus intervient à la demande d'Athéna, dépêchant Hermès auprès de Calypso pour qu'elle libère Ulysse et le laisse repartir vers Ithaque (V, 28-42). Poséidon et Hélios doivent avoir son accord avant d'exercer leur vengeance contre les humains (XIII, 125-158). Vers la fin du récit, Zeus envoie des signes annonçant le retour d'Ulysse (XX, 114), qui ne sont pas suivis et annoncent la mort des prétendants de Pénélope. Après le massacre, il demande à Athéna que la paix soit rétablie à Ithaque,. Il a été souligné que le Zeus de l’Odyssée présente quelques différences avec le Zeus de l’Iliade, car il y présente un intérêt plus prononcé à l'application de la justice, mais donne aussi plus de place aux responsabilité des humains dans leur propre sort,,.

## Hésiode
La Théogonie d'Hésiode, datable du début du VIIe siècle av. J.-C., est un texte majeur pour célébrer la puissance de Zeus et son statut souverain. Son titre, attribué bien après la mort de son auteur, signifie « naissance des dieux », et ce n'est du reste pas le seul à avoir traité de l'origine des dieux dans l'Antiquité, même si c'est manifestement celui qui a connu le plus de succès, la plupart des autres n'étant connus que par des fragments. Ce texte est plus justement défini comme un long chant en l'honneur de Zeus, qui raconte comment il est devenu le roi des dieux et s'achève au moment où son ordre est mis en place sur le cosmos. Le récit alterne des généalogies divines avec des passages narratifs dont Zeus est le protagoniste, car « l'ordre chronologique dominant laisse apparaître le souci constant de légitimer l'état actuel du monde, sur lequel Zeus règne définitivement. »
Le récit de la Théogonie remonte jusqu'aux ancêtres de Zeus, les divinités primordiales puis les Titans, suivant un mythe de succession qui voit le premier souverain, Ouranos, être détrôné par son fils Cronos, lui-même renversé par son fils Zeus. Les passages narratifs relatent la naissance de Zeus, sa victoire avec ses frères et sœurs et d'autres alliés contre Cronos et les Titans, son combat contre Typhon, puis le partage des honneurs entre les divinités sous sa supervision. Une digression concerne aussi les démêlés entre Zeus et Prométhée. La dernière partie de l’œuvre comprend la description des femmes et enfants de Zeus, et aussi des autres divinités qui l'aident à régner. 
Le Zeus de la Théogonie d'Hésiode est un dieu jeune, conquérant, combattant pour parvenir à la souveraineté et faire régner son ordre sur le monde. C'est non seulement le plus puissant des dieux, mais aussi le plus intelligent, qualités qui lui permettent d'accéder au pouvoir : « la souveraineté de Zeus conjugue toutes les formes de puissances qui étaient dans la génération précédente, chez les « premiers dieux », dispersées. » Selon S. Said : « pour l'essentiel, le poème d'Hésiode décrit les différentes étapes de la création d'un ordre destiné à durer à jamais, car il repose non seulement sur la force pure (Zeus dispose du tonnerre), mais encore et surtout de l'intelligence (Zeus a fait sienne cette qualité en engloutissant dans ses entrailles la déesse Mètis, incarnation de l'intelligence) et, surtout, sur la justice. »
La justice, justement, est le fil directeur de l'autre œuvre maîtresse d'Hésiode, Les Travaux et les Jours. Elle est constituée par une série d'histoires, dont divers mythes concernant Zeus (Prométhée, Pandore, le mythe des races), des leçons sur la justice (notamment la confiance dans le rôle justicier de Zeus aux vers 265 à 285) et le travail, des recommandations sur les travaux des champs et le commerce maritime, d'autres prescriptions de comportement et enfin un almanach. Elles est ancrée dans le monde des hommes tel qu'il résulte de la prise de pouvoir par Zeus, et trouve son origine dans un procès qui oppose l'auteur à son frère Persès, pour lequel le poète espère bien avoir les faveurs de Zeus. Ce dieu « constitue donc à la fois le thème du chant des Muses (qui inspirent le poète) et, en tant que patron de la justice, le principe ultime des leçons d'Hésiode (…) Zeus est la cause première (dia) de toutes les recommandations annoncées et il est impératif de s'y conformer. »
Zeus, qui décide si l'homme est louable ou inavouable,

dit ou maudit, par son seul vouloir d'immense Cronide.

Il fortifie d'un geste, d'un geste il fustige la force,

il rabaisse l'insigne, d'un geste il hausse l'infirme,

il redresse d'un geste le tors et tord qui se dresse —

Zeus grondant aux cieux, habitant une haute demeure !

Daigne entendre, exauce, perpétue ta justice !
— Hésiode (trad. P. Brunet), Les Travaux et les Jours, 3-9.

## Hymnes homériques
Les hymnes homériques sont une collection de poèmes attribués à Homère dans l'Antiquité, mais qui sont selon la recherche moderne postérieurs à sa période supposée d'existence, et écrits par plusieurs auteurs entre le VIIe siècle av. J.-C. et le Ve siècle av. J.-C., voire plus tard. La plupart sont brefs, parmi lesquels un hymne dédié à Zeus (XXI) qui loue sa puissance :

« C'est Zeus que je chanterai, le plus puissant et le plus grand des dieux, le maître à la vaste voix, qui fait s'accomplir toute chose, Celui qui s'entretient souvent avec Thémis siégeant à ses côtés.

Sois-nous propice, Cronide à la vaste voix, très glorieux et très grand ! »

— Hymne homérique à Zeus (trad. J. Humbert).
Mais quelques-uns sont plus développés et présentent des mythes centrés sur certaines figures divines (notamment plusieurs qui avaient été laissées de côté par Homère et Hésiode) : Déméter, Apollon, Hermès, Dionysos, Aphrodite. Zeus y intervient en tant que roi des dieux et figure d'autorité qui répartit les attributions entre les différentes divinités et arbitre les litiges qui surviennent entre eux. Par exemple, l’Hymne homérique à Déméter prend la suite des récits sur la mise en place du panthéon et le partage des honneurs entre dieux, pour les prolonger. Hadès, qui a reçu pour part les Enfers, se plaint à son frère qu'il n'a pas d'épouse pour régner avec lui, et celui-ci lui laisse enlever Koré (Perséphone), la fille qu'il a eu avec leur sœur Déméter. Cela correspond manifestement à un plan de Zeus qui a une finalité bien précise, mais la mère s'oppose à sa volonté et part à la recherche de sa fille dans une errance, qui conduit au compromis permettant retour de Koré auprès de sa mère une partie de l'année.

## Poésie lyrique
Plusieurs des poètes lyriques de l'époque archaïque poursuivent les réflexions d'Homère et d'Hésiode sur la justice de Zeus et sa maîtrise de leurs destinées, apportant des réponses différentes : ainsi Sémonide d'Amorgos (v. 650) a une approche pessimiste sur la capacité des hommes à comprendre les volontés de Zeus, Solon (v. 600) a foi dans le fait que Zeus punit les mauvais et récompense les bons, tandis que Théognis (v. 540) est de l'avis inverse et considère que ceux qui agissent mal ne sont pas moins bien traités que ceux qui font le bien,.
Mon enfant, Zeus aux sourds grondements détient la fin de tout ce qui existe, 

et dispose tout comme il l'entend. 

Mais les hommes n'ont pas d'intelligence ; créatures du moment, 

nous vivons comme du bétail, sans rien savoir 

de la fin que Dieu (ou « le dieu », Zeus) donnera à toute chose. 

L'espoir et la confiance nous font vivre, 

dans nos rêves impossibles.
— Sémonide d'Amorgos, Fragment 1, 1-5,.
Ainsi s'applique le châtiment de Zeus, qui n'est pas prompt

Comme l'homme, à s'irriter de toute chose.

Cependant il voit tout, il sait percer l'âme coupable,

Et finit toujours par se manifester.

Mais l'un expie immédiatement, et l'autre plus tard.

Et si certains ne sont pas punis,

S'ils échappent au châtiment voulu par les dieux,

La punition arrive toujours : sans être coupables,

Leurs enfants ou leur postérité expient plus tard leurs fautes.
— Solon (trad. E. Blanc), Élégies 13.
Grand Zeus, tu me surprends : tu règnes sur toute chose,

À toi seul, tu détiens honneur et puissance,

Tu connais bien les hommes, tu pénètres leur coeur,

Ton empire, ô roi du ciel, est souverain ;

Comment oses-tu, Cronide, accorder un même destin,

Aux hommes criminels comme aux justes,

À qui s'est tourné vers la mesure, comme à qui a choisi l'excès,

Corrompu par l'exemple des crimes impunis ?
— Théognis (trad. E. Blanc), Injustice de Zeus (v. 373-380).
Le plus renommé des poètes lyriques, Pindare (518-438), a une vision plutôt optimiste des dieux, qui sont forts, beaux et bons, sans forcément être des gardiens de la morale, et en harmonie avec les hommes qui ne peuvent réussir sans leurs faveurs. Parmi eux, Zeus est plus que les autres responsable de cet ordre et de la justice, et le poète est particulièrement pieux envers lui,.

## Théâtre athénien
Dans le théâtre athénien du Ve siècle av. J.-C., Zeus est à la fois une figure omniprésente et lointaine, puisqu'il est souvent évoqué comme jouant un rôle majeur dans les intrigues, mais n'apparaît jamais sur scène dans les pièces connues, à la différence d'autres dieux,.
Eschyle (525-456) considère en général que les dieux commandent aux événements qu'il met en scène, et Zeus en particulier. Selon P. Vidal-Nequet, « la domination de Zeus, la transcendance de Zeus, le triomphe final de Zeus sont à l'horizon de toute l’œuvre d'Eschyle. » Dans un fragment d'une œuvre perdue, les Héliades (fr. 70), il écrit : « Zeus est l'éther, Zeus est la terre, Zeus est le ciel, Zeus est toute chose, et tout ce qui est supérieur à cela,. » Sa réflexion sur la justice de Zeus et les motivations de ses interventions ressort en particulier dans une des tragédies de l'Orestie, Agamemnon, qui rapporte la mort du personnage éponyme des mains de son épouse Clytemnestre, aidée par son amant Égisthe, en vengeance du sacrifice de sa fille Iphigénie qu'a ordonné son époux. Le poète considère que la défaite des Troyens lors de la guerre de Troie est due à la décision de Zeus de faire payer ceux-ci du fait que leur prince Pâris avait enfreint les règles de l’hospitalité, dont le dieu est le garant sous son épithète Xenios, lorsqu'il avait enlevé Hélène alors qu'il était reçu par son mari Ménélas. D'une manière générale Eschyle considère que la manière dont Zeus exerce sa justice est largement incompréhensible pour les humains, bien qu'elle soit en fin de compte juste et qu'il faille lui faire confiance,. Cela ressort encore dans une autre de ses pièces, Les Suppliantes, où il s'exprime comme souvent par l'intermédiaire du chœur : 

« LE CHŒUR : Ah ! Si le dénouement pouvait être celui de nos vœux ! Le désir de Zeus n'est point aisé à saisir. Mais, quoi qu'il arrive, il flamboie soudain, parfois en pleines ténèbres, escorté d'un noir châtiment, aux yeux des hommes éphémères.

Il retombe toujours d'aplomb, jamais ne va à terre, le sort dont Zeus a décidé d'un signe de son front qu'il devait s'achever. Les voies de la pensée divine vont à leur but par des fourrés et des ombres épaisses que nul regard ne saurait pénétrer.

Zeus précipite les mortels du haut de leurs espoirs superbes dans le néant ; mais sans s'armer de violence : rien ne coûte d'effort à un dieu. Sa pensée trône sur les cimes et de là même achève ses desseins, sans quitter son siège sacré. »

— Eschyle (trad. Paul Mazon), Les Suppliantes.
Eschyle (ou un auteur anonyme lui ayant emprunté son nom) donne aussi une réinterprétation de la figure de Prométhée et de sa relation avec Zeus dans une trilogie de tragédies dont seul la première, Prométhée enchaîné, est préservée. Prométhée y devient une figure plus générale de bienfaiteur de l'humanité (à qui il apprend la construction des maisons, des bateaux, l'écriture, l'interprétation des présages, etc.), et même de Zeus qu'il aurait conseillé durant sa lutte contre les Titans, qui trouve sa perte en se plaçant du côté des mortels. Il détient néanmoins un secret que Zeus veut lui faire révéler : l'identité de la femme qui donnerait au roi des dieux un fils plus puissant que lui (Thétis). Zeus y apparaît sous un jour défavorable, comme un tyran peu soucieux de justice, ingrat envers Prométhée et souhaitant également la destruction de l'humanité actuelle (sans qu'on sache pourquoi, ni comment Prométhée l'empêche de le faire). La trilogie se conclut sans doute par la libération de Prométhée par Héraclès, après la révélation de l'identité de la femme avec laquelle Zeus doit éviter de s'unir,. Elle est ainsi construite sur le danger qui menace la souveraineté du maître des dieux : « elle met en scène, dans la souveraineté, non pas l'aspect de stabilité et de permanence, comme chez Hésiode, mais un état de crise que Zeus ne pourra surmonter qu'au prix d'une réconciliation avec le Titan enchaîné, d'une libération de ses liens, d'une transformation du pouvoir royal dans le sens de la justice et la réflexion » (J.-P. Vernant).
Sophocle (497-405) est également d'une grande piété, donne une place importante à Zeus et à l'ordre dont il est le garant, alors que les humains sont impuissants et doivent s'incliner devant ses volontés. Mais il se préoccupe plus des attitudes de ces derniers que des questionnements liés à la justice divine. Euripide (484-406), qui avait dans l'Antiquité la réputation d'être un impie, leur donne en fait un rôle tout aussi important. Il exprime plutôt des réticences sur le fait de les humaniser à l'excès comme on le fait depuis Homère, tout en souhaitant leur probité morale et en reconnaissant que leur puissance et leurs volontés sont insondables, ce qu'exprime un passage de sa pièce Les Troyennes, qui rappelle les réflexions de certains philosophes :

« Ô toi, support de la Terre et qui sur la Terre as ton siège, qui que tu sois, insoluble énigme, Zeus, loi inflexible de la Nature ou intelligence des humains, je t'adore ; toujours suivant sans bruit ton chemin, tu mènes selon la justice les affaires des mortels. »

— Euripide (trad. Madeleine Jost), Les Troyennes, 884-888.
Les comédies d'Aristophane (445-385) font référence à Zeus, mais pas pour ses infidélités, qui sont pourtant un sujet privilégié des poètes comiques, ou pour le railler. Le Zeus d'Aristophane correspond à la figure commune : souverain, roi des dieux et des hommes. Mais il lui fait jouer dans deux pièces le rôle d'un obstacle au bien-être des hommes, si ce n'est celui d'un despote. Dans La Paix, le protagoniste Trygée monte au ciel pour rencontrer Zeus et lui demander ce qu'il compte faire pour les Grecs dévastés par la guerre. Mais comme le roi des dieux s'est absenté, il prend les choses en main et va délivrer la déesse de la Paix, Eiréné, enfermée dans les profondeurs. Dans Ploutos, Zeus devient le responsable de la cécité du dieu Ploutos, la Richesse personnifiée, parce qu'il souhaitait que les hommes ne s'enrichissent pas. Mais le protagoniste Chrémylos contrecarre ses plans en convainquant Ploutos de se faire guérir. Son irrévérence envers le roi des dieux se manifeste aussi dans un calembour scatologique sur son nom dans La Paix (vers 42).

## Poésie hellénistique
Zeus est encore une source d'inspiration pour les poètes de l'époque hellénistique (323-30 av. J.-C.). Callimaque de Cyrène (v. 305-240) lui consacre un de ses hymnes aux dieux, dans lequel il évoque les différentes localisations possibles pour sa naissance, et son statut souverain, auquel il associe son roi, Ptolémée II d'Égypte. Aratos de Soles (v. 315-245) place Zeus en introduction de son long poème Les Phénomènes (vers 1-5) le décrivant comme un dieu omniprésent et indispensable aux humains. Dans Les Argonautiques d'Apollonios de Rhodes (v. 295-215), rapportant les aventures de Jason et de l'équipage de l'Argo, Zeus reste la figure lointaine dont les plans s'accomplissent, même s'il reste insondable pour les esprits des mortels.

## Philosophie et allégories
Les philosophes grecs ont produit des discours sur les dieux qui divergent de manière plus ou moins importante de ceux des poètes, qui ont souvent fait l'objet de leurs critiques. Ils sont du reste souvent accusés d'impiété, voire de négation de l'existence des dieux, même si c'est excessif. Leurs pensées débouchent sur des théologies originales prolongeant souvent celles des poètes, dans lesquelles la réflexion sur le divin est aussi une réflexion sur l'homme et la piété prend une coloration morale plus prononcée que dans la religion commune. Leur influence sur cette dernière reste cependant limitée dans l'Antiquité. En revanche ils ont continué à être lus après la christianisation, et plusieurs de leurs réflexions ont été prolongées aux époques médiévale et moderne,.
Plusieurs des philosophes présocratiques (Xénophane, Héraclite) critiquent la vision homérique et hésiodique des divinités, en premier lieu leur tendance à trop les humaniser par l'apparence comme par le comportement (anthropomorphisme), critique qui perdure par la suite et vise en particulier la manière dont Zeus est décrit comme un personnage soumis aux passions. Ils développent une vision plus abstraite de la divinité, ce qui débouche notamment vers des interprétations allégoriques des épopées, dans lesquels les divinités deviennent des manifestations des éléments et des principes qui régissent l'univers. Cela débouche sur la conception d'une divinité plus importante que les autres, associée au principe primordial, qui peut être Zeus. Pour Héraclite, le feu est le principe dominant, et il semble bien penser à Zeus quand il dit que « la foudre gouverne tout chose » (fragment 64), parce qu'elle est la forme la plus puissante du feu, mais Zeus n'est qu'un des noms possibles de ce principe (fragment 32),. Le pythagoricien Philolaos envisage Zeus sous une approche géométrique : il est le responsable du dodécaèdre, figure à douze côtés qui renvoie aux Douze dieux (dodekatheon). Empédocle associe Zeus et Héra à deux des éléments fondamentaux, Zeus étant probablement le feu. 
Chez Platon (428-347) apparaît une figure de « démiurge », divinité suprême bonne et sage créatrice du monde, mais qui ne joue pas de rôle particulier dans sa régulation. Le Zeus de Platon se voit donc déchu du premier rang et relégué à un rôle secondaire. Cela lui donne donc une place plus réduite qu'il n'a dans les mythes et la religion civique, mais le philosophe n'entend pas bannir son culte de sa cité idéale. Il continue d'exercer les rôles habituels qui lui sont attribués, notamment ceux de roi des dieux et garant de la justice. Il administre clairement le monde de façon juste (Gorgias, 523a3-524a7), et est une sorte de dieu-philosophe qui sert de guide pour les immortels qu'il amène dans un monde supra-céleste pour contempler les Idées (Phèdre, 246a2-256e2). De fait, bien qu'il critique certains mythes sur Zeus, Platon ne manque pas de réinterpréter et de recomposer des mythes anciens sur Zeus au service de ses idées. Ainsi le dialogue Protagoras de Platon présente une relecture du mythe de Prométhée. Celui-ci est tenu comme ailleurs pour avoir transmis le feu et les techniques aux hommes, mais il leur manque la capacité à s'organiser politiquement et donc à faire bon usage de ces dons. Zeus dépêche donc Hermès pour qu'il leur apporte le sens de pudeur et de justice, qui leur permet de former des communautés politiques,.

« Zeus alors, inquiet pour notre espèce menacée de disparaître, envoie Hermès porter aux hommes la pudeur et la justice, afin qu'il y eût dans les villes de l'harmonie et des liens créateurs d'amitié.

Hermès donc demande à Zeus de quelle manière il doit donner aux hommes la pudeur et la justice : “Dois-je les répartir comme les autres arts ? Ceux-ci sont répartis de la manière suivante : un seul médecin suffit à beaucoup de profanes, et il en est de même des autres artisans ; dois-je établir ainsi la justice et la pudeur dans la race humaine, ou les répartir entre tous ?” — “Entre tous, dit Zeus, et que chacun en ait sa part : car les villes ne pourraient subsister si quelques-uns seulement en était pourvus, comme il en arrive des autres arts ; en outre tu établiras cette loi en mon nom, que tout homme incapable de participer à la pudeur et à la justice doit être mis à mort, comme un fléau de la cité.” »

— Platon (trad. P. Vicaire et J. Laborderie), Protagoras.
Les Stoïciens développent à leur tour une théologie qui intègre certains dieux traditionnels en les soumettant à un principe supérieur et en repensant leur rôle. Zeus est associé à la raison cosmique, le logos, et à l'éther, forme d'air qui anime tout. L'un des principaux philosophes stoïciens, Cléanthe (330-232) compose un Hymne à Zeus qui suit le style traditionnel des hymnes mais fait de Zeus le nom du divin en soi, les autres divinités n'étant en fin de compte que des aspects de lui,.
Ô le plus glorieux des Immortels, toi, dont le nom est multiple, et la toute-puissance éternelle,

Zeus, principe de la nature, dont la loi règne sur toute chose,

Je te salue ! Car tous les mortels ont le droit de t'adresser la parole.

C'est que notre race est sortie de toi, et qu'à nous seuls, de tous les êtres mortels

Qui vivent et rampent sur cette terre, il a échu d'imiter ta voix. 

Je te célébrerai donc par mes hymnes et je chanterai toujours ta puissance.
— Cléanthe (trad. E. Blanc), Hymne à Zeus (v. 1 à 6).
Lucius Annaeus Cornutus (Ier siècle av. J.-C.), dans son Compendium de mythologie grecque, se livre à des réflexions étymologiques qui rapprochent notamment le nom de Zeus du mot grec signifiant la « vie » (zen) et de ce « à travers » (dia) quoi tout vient au monde et est préservé. Les interprétations allégoristes de Zeus ont été prolongées par ces différents courants philosophiques, notamment les Stoïciens, qui identifient ce dieu à l'éther, l'air le plus pur et le plus chaud se trouvant dans les hauteurs aux limites du cosmos. Les approches allégoriques se sont en particulier intéressé à la chaîne d'or en tirant sur laquelle Zeus prétend pouvoir emporter à lui seul tous les dieux olympiens grâce à sa force supérieure dans l’Iliade (VIII, 17-27). Elle a pu être vue comme une allégorie cosmique, la chaîne d'or symbolisant selon les auteurs le lien qui maintient l'univers, le soleil et des planètes, les quatre éléments, le « premier moteur » d'Aristote ou encore le destin stoïcien. Elle a aussi été vue comme un lien entre les mondes humain et divin. La chaîne d'or sert aussi à Zeus à châtier Héra dans le ciel dans un autre passage de l’Iliade (XV, 18-21), interprété comme une allégorie des quatre éléments : la déesse est suspendue depuis le ciel, symbolisant l'éther, par une chaîne en or, avec aux pieds deux enclumes, symbolisant l'eau et la terre (Pseudo-Héraclite, Allégories d'Homère, 40). Ces relectures allégoriques se prolongent dans la littérature médiévale byzantine et latine (voir plus bas).

## Orphisme
Le courant « orphique », dont la nature exacte est débattue, est connu par des textes présentant une cosmogonie et une théologie divergentes de l'approche traditionnelle, qui intègre Zeus. L'un des plus anciens témoignages de ce courant, le corpus des papyrus de Derveni (Ve siècle av. J.-C. ?), comprend un hymne à Zeus qui l'élève au rang de fondement de toutes choses. Autrement, le Zeus des hymnes orphiques plus tardifs correspond à celui des traditions religieuses courantes, mais avec des mythes originaux qui ne sont souvent révélés que par des allusions et restent difficiles à comprendre, qui ont notamment trait à son rôle de créateur. On y trouve en particulier un récit de naissance de l'homme (anthropogonie) autour de la figure de Dionysos. Zeus y est un progéniteur : il viole sa mère Rhéa/Déméter, qui donne naissance à Perséphone, qui est à son tour violée par son père, métamorphosé en serpent, et met au monde Dionysos. Zeus donne le trône des dieux à son fils, mais Héra envoie les Titans qui le tuent et le dévorent. Ils sont alors foudroyés par Zeus, et de leurs cendres naissent les premiers hommes, et Dionysos est reformé pour renaître.

## Évhémérisme
Une approche marginale des divinités tend à les rationaliser à l'extrême, jusqu'à les voir comme des humains du passé dont l'histoire et la nature ont été modifiées profondément, au point qu'ils ont été perçus comme des êtres surnaturels digne d'être l'objet d'un culte. Ce courant, l'évhémérisme, doit son nom à son initiateur, Évhémère (v. 316-260), dont le livre, L'Écriture sacrée, n'est connu que par des résumés (par Diodore de Sicile) ou allusions. Il rapporte s'être rendu dans des îles lointaines de l'actuel océan Indien, le pays de Panchée, où il apprend que Zeus était à l'origine un homme, qui est devenu le roi du monde après son père le mauvais roi Cronos contre qui il s'était révolté. Il devient alors un bon roi aimé de son peuple, qui l'appelait « Père » et Zen, une variante poétique de « Zeus » homonyme du mot signifiant « vivre » (bien). Il épouse Héra, Déméter et Thémis, et devient père des Courètes par la première, de Perséphone par la seconde, et d'Athéna par la dernière. À sa mort, il est enterré en Crète, ce qui explique la tradition locale qui lui rend un culte sur sa tombe. Ce récit eu une certaine influence à Rome par le biais de sa traduction par le poète Ennius (239-169). Il influence notamment Cicéron quand il divise Jupiter en plusieurs personnages, dieux et héros, portant le même nom. Le récit évhémériste est ensuite repris par des auteurs chrétiens pour s'en prendre aux divinités païennes,.

## Époque romaine impériale
L'héritage des discours classiques sur Zeus est repris et repensé par des auteurs grecs de l'époque romaine impériale, notamment ceux marqués par le courant de la « seconde sophistique », qui prennent pour modèle les grands auteurs du passé et rédigent divers discours sur des sujets variés, dont la religion et les dieux, s'inspirant aussi des approches des philosophes. Dion Chrysostome (v. 40-120) s'intéresse à Zeus dans certains de ses discours. Le Discours XII, dit Olympique s'interroge sur la manière de représenter le dieu en statue, et se livre à une réflexion sur ses différentes épithètes. Le Discours XXXVI ou Borysthénitique rapporte un récit de création de l'univers dont il situe l'origine chez les Mages de Perse, mais qui est en fait un récit allégorique dans la plus pure tradition savante grecque, dans lequel l'union de Zeus et d'Héra, respectivement les éléments de l'éther et de l'air, contribue à donner naissance au monde. Un autre illustre représentant de la seconde sophistique, Aelius Aristide (v. 117-185/9), consacre un hymne à Zeus vu, dans une veine stoïcienne, comme un dieu suprême créateur de l'univers, préexistant à tout, qui délègue ses pouvoirs aux autres dieux pour assurer la bonne marche du monde.
Lucien de Samosate (v. 120-180) se livre quant à lui à des pastiches des récits mythologiques antérieurs, notamment ceux d'Homère, dont il pointe divers travers déjà relevés par d'autres, dans une veine comique. Zeus est un personnage de plusieurs de ses compositions. Parmi ces écrits, Zeus tragédien expose la réaction du roi des dieux aux débats qui traversent les hommes sur son implication dans le destin, alors marqués par les réflexions des Stoïciens et des concepts en vogue tels que la « Providence » (pronoia), qui tendent à considérer que les dieux sont eux-mêmes soumis au destin. Le récit intègre un débat chez les hommes dans lequel certains d'entre eux se questionnent sur l'intérêt de rendre un culte aux dieux si ceux-ci n'ont pas vraiment de pouvoir sur leur sort. Cette perspective effraye Zeus, nostalgique de l'époque où les dieux étaient respectés par les hommes comme il estime que cela devrait être, qui en discute avec Hermès. Ce thème revient dans Zeus confondu, où Zeus dialogue avec un certain Kyniscos, qui le questionne sur sa capacité à influer le destin. Ses questions mettent en difficulté le roi des dieux, qui botte constamment en touche en disant qu'il n'est pas permis aux humains de tout savoir. Dans les deux cas les débats débouchent sur un status quo. Lucien ne cherche sans doute pas vraiment à bousculer la religion établie, mais plutôt à divertir ses lecteurs, comme lui versés dans la culture classique, en soulignant les limites des récits les plus partagés. Il pastiche encore la représentation homérique des réunions divines dans l’Assemblée des dieux, où se pose la question de l'intégration des divinités non-grecques dans l'Olympe, qui entraîne un surpeuplement de celle-ci,,.

« KYNISCOS — Tu as certainement lu comme tout le monde les poèmes d'Homère et d'Hésiode. Dis-moi si l'on doit croire ce qu'ils ont chanté du Destin et des Moires. Est-il donc vrai qu'on ne peut échapper à ce qu'ils ont filé à chacun de nous dès sa naissance ?

ZEUS — Tout à fait vrai ; car il n'est rien qui ne soit ordonné par les Moires. Tout ce qui arrive, tourné sous leur fuseau, a son issue filée dès le début et ne peut arriver d'une autre manière.

KYNISCOS — Par conséquent, lorsque le même Homère dit dans une autre partie de son poème : De peur que tu ne descendes chez Hadès avant l'heure marquée par le Destin, et d'autres sottises du même genre, nous pourrons sans doute affirmer qu'il dit une sottise.

ZEUS — Sans aucun doute. Rien de semblable ne peut arriver en dehors de la loi des Moires, ni par delà le fil qu'elles ont tissé. Tout ce que les poètes chantent sous l'inspiration des Muses est conforme à la vérité ; mais, quand ces déesses les abandonnent et qu'ils composent livrés à eux-mêmes, ils se trompent et tombent en contradiction avec eux-mêmes (…) »

— Lucien de Samosate (trad. É. Chambry, É. Marquis et A. Billault), Dialogues des dieux, 225-226.
Durant l'Antiquité tardive, le courant philosophique néoplatonicien prend une coloration plus théologique que ceux des époques antérieurs, marqué par un contexte de rivalité avec le christianisme. Le dieu suprême est l’Un, une entité transcendante abstraite, et les divinités traditionnelles dont Zeus lui sont considérées comme inférieures. Malgré cela, l'empereur Julien (331-363), dernier empereur polythéiste et aussi philosophe néoplatonicien et rédacteur de discours, attribue sa prise de pouvoir à Zeus, aussi à Hélios qu'il semble assimiler à ce dernier. Proclus (412-485) semble quant à lui identifier Zeus et le démiurge platonicien, en démultipliant Zeus en plusieurs figures situées à différents niveaux de sa hiérarchie divine.

### Sources primaires
- Hésiode, Théogonie [détail des éditions] [lire en ligne].
- Pseudo-Apollodore, Bibliothèque [détail des éditions] [lire en ligne].
- L’Odyssée  (trad. du grec ancien par Victor Bérard), Éditions Gallimard, 1993 (1re éd. 1955) (ISBN 2-07-010261-0)
- Iliade  (trad. du grec ancien par Robert Flacelière), Éditions Gallimard, 1993 (1re éd. 1956) (ISBN 2-07-010261-0)
- Hésiode (trad. Philippe Brunet, édition de Marie-Christine Leclerc), Théogonie, Les Travaux et les Jours et autres poèmes, Paris, Le Livres de Poche, coll. « Classiques », 1999
- Hésiode (trad. Paul Mazon, introduction de Gabriella Pironti), Théogonie, Paris, Les Belles Lettres, coll. « Classiques en poche », 2008, 122 p.
- Hélène Monsacré (dir.), Tout Homère, Paris, Albin Michel/Les Belles Lettres, 2019
- Eschyle (trad. Paul Mazon), Tragédies complètes, Paris, Gallimard, coll. « Folio classique », 1982
- Laurence Plazenet (édition) et Emmanuèle Blanc (traductions), Anthologie de la littérature grecque : De Troie à Byzance, VIIIe siècle avant J.-C. - XVe siècle après J.-C., Paris, Gallimard, coll. « Folio classique », 2020

### Sources secondaires
- Madeleine Jost, Aspects de la vie religieuse en Grèce : Du début du Ve siècle à la fin du IIIe siècle av. J.-C., Paris, SEDES, 1992
- (en) Fritz Graf (trad. Thomas Marier), Greek Mythology : An Introduction, Baltimore, Johns Hopkins University Press, 1993 (1re éd. 1987)
- (en) Robin Hard, The Routledge Handbook of Greek Mythology : Partially based on H.J. Rose's "Handbook of Greek Mythology", Oxon et New York, Routledge, 2020, 8e éd. (1re éd. 1928)
- Walter Burkert (trad. Pierre Bonnechere), La Religion grecque à l'époque archaïque et classique, Paris, Picard, 2011 (1re éd. 1977).
- (de) Albert Henrichs et Balbina Bäbler, « Zeus », dans Hubert Cancik et Helmuth Schneider (dir.), Der Neue Pauly, Altertum, vol. 12/2 : Ven-Z, Stuttgart et Weimar, J.B. Metzler, 2002, col. 782-791.
- (de) Christiane Krause, « Zeus », dans Maria Moog-Grünewald (dir.), Mythenrezeption: Die antike Mythologie in Literatur, Musik und Kunst von den Anfängen bis zur Gegenwart, Stuttgart, J. B. Metzler, coll. « Der Neue Pauly. Supplemente » (no 5), 2008, p. 674-678
- (en) Mark Alonge, « Zeus », dans Michael Gagarin (dir.), The Oxford Encyclopedia of Ancient Greece and Rome, Oxford, Oxford University Press, 2010
- (en) Karim W. Arafat, Classical Zeus : A study in Art and Literature, Oxford, Clarendon Press, 1990
- (en) Arthur Bernard Cook, Zeus : A Study in Ancient Religion, Cambridge, Cambridge University Press, 1914, 1926, 1940
- (en) Ken Dowden, Zeus, Londres et New York, Routledge, 2006 (ISBN 978-0-415-30503-7).
- (en) Hugh Lloyd-Jones, The Justice of Zeus, Berkeley, Los Angeles et Londres, University of California Press, coll. « Sather Classical Lectures » (no 41), 1971